# Carlos Palomino Arias
Carlos Alberto Palomino Arias (geboren am 11. Januar 1972 im Distrikt Villa María del Triunfo, Lima) ist ein peruanischer Politiker. Er war 2015 bis 2017 Bürgermeister von Villa María del Triunfo, einem Stadtdistrikt der peruanischen Hauptstadt Lima.

## Leben
Carlos Alberto Palomino Arias wurde am 11. Januar 1972 im Distrikt Villa María del Triunfo in Lima geboren. Dort durchlief er seine Schullaufbahn, nach der er an der Universidad de San Martín de Porres in Lima ein Studium der Finanzwissenschaften und des Rechnungswesens begann, das er 1994 abschloss.

## Politische Laufbahn
Zu den Kommunalwahlen 2006 und 2010 ließ sich Palomino Arias als Mitglied der Partei Siempre Unidos zur Wahl zum Bürgermeister (alcalde distrital) von Villa María del Triunfo aufstellen; beide Male wurde er nicht gewählt. Anschließend wechselte er seine Parteiangehörigkeit zur Solidaridad Nacional und ließ zu den Bürgermeisterwahlen 2014 erneut zur Wahl aufstellen, bei denen er schließlich gewann. Am 1. Januar 2015 nahm er das Amt an.
Während seiner Amtszeit geriet er in mehrere Konflikte mit dem Gemeinderat (concejo municipal) von Villa María del Triunfo, der kritisierte, dass sich der Bürgermeister nicht um die Probleme mit der städtischen Müllabfuhr und den städtischen Parks kümmere. Im September 2016 verbannte der Gemeinderat den Bürgermeister aus dem Rathaus, sodass dieser sein Büro in den Palacio de la Juventud verlegte, ein größeres Gebäude im Distrikt. Im Februar 2017 wurde Palomino Arias vorgeworfen, seine Schwägerin an einer städtischen Behörde angestellt zu haben. Er selbst bestritt jegliche Bezahlung und behauptete, der Gemeinderat und der stellvertretende Bürgermeister Ángel Chilingano Villanueva hätten sich gegen ihn verbündet. Noch im selben Monat setzte ihn die peruanische Wahlbehörde wegen Nepotismus ab und ernannte Chilingano Villanueva zum neuen Bürgermeister. 2021 erklärte das Oberste Gericht von Lima, dass Chilingano Villanueva sowie weitere Ratsmitglieder tatsächlich über deren Kontakte zur peruanischen Wahlbehörde zur Absetzung von Palomino Arias beigetragen hatten.